# Ligament de la nuque
Le ligament de la nuque (ou ligament nuchal ou ligament cervical postérieur ou septum nuchal) est une large membrane fibreuse qui est le prolongement supérieur du ligament supra-spinal au niveau cervical. Il constitue une jointure fibreuse de la colonne vertébrale.

## Description
Le ligament de la nuque a une forme triangulaire. Sa base s’insère sur la protubérance occipitale externe et sur la crête occipitale externe. Son sommet s’insère sur le processus épineux de la vertèbre proéminente.
Le ligament forme une lame fibreuse qui rejoint la partie postérieure du tubercule de l'atlas
Son bord antérieur s'insère sur les processus épineux des vertèbres cervicales. 
Son bord postérieur est sous cutané et s'étend le l'inion au processus épineux de la vertèbre proéminente.
Il forme une cloison séparant les muscles de chaque côté du cou.
Sur ses faces latérales s’insèrent le muscle trapèze et le muscle splénius de la tête.

## Rôle
Le ligament de la nuque sert à soutenir le poids de la tête.

## Aspect clinique
Une intervention sur le ligament de la nuque fait partie des possibilités de traitement de la malformation d'Arnold-Chiari.

## Anatomie comparée
Chez l'homme ce ligament n'est que le rudiment d'un important ligament élastique qui, chez certains autres animaux, en particulier les ongulés, sert à maintenir le poids de la tête. Il lui sert plus spécifiquement à stabiliser sa tête et à maintenir son équilibre pendant la course tandis que les singes et les Australopithèques en sont dépourvus : il pourrait ainsi être consubstantiel à l'humanisation en permettant par sa présence la bipédie permanente et les courses de longues durées (endurance).